# Бай Эньпэй
Бай Эньпэ́й (кит. упр. 白恩培, пиньинь Bái Ēnpéi, род. в сентябре 1946, уезд Цинцзянь провинции Шэньси) — китайский политик. Глава парткома КПК пров. Юньнань (2001—2011), глава парткома КПК пров. Цинхай (1999—2001), её губернатор (1997—1999). Член ЦК КПК (2002—2012, кандидат с 1987 года).
Член КПК с 1973 года (исключён в 2015 году), член ЦК КПК 16-17 созывов (кандидат с 13 созыва).

## Биография
Окончил Северо-западный политехнический университет.
Работал замдиректора, зампарторга, директор Яньаньского дизель-моторногозавода, зампарторга и директор Яньаньской табачной фабрики, замсекретаря и секретарь Яньаньского окружкома, член бюро и заворготдела парткома автономного района Внутренняя Монголия.
С 1992 года замглавы парткома АР Внутренняя Монголия.
С января 1998 года губернатор пров. Цинхай (Северо-Западный Китай), с 11.06.1999 года глава парткома провинции, с 11.01.2000 пред. ПК СНП провинции.
С октября 2001 года по август 2011 года глава парткома пров. Юньнань (Юго-Западный Китай), также был председателем её ПК СНП.
С августа 2011 года по 1 ноября 2014 года заместитель председателя Комиссии по охране окружающей среды и природных ресурсов ВСНП, член Постоянного комитета ВСНП 12-го созыва (также до 1 ноября 2014 года). 1 ноября 2014 года был лишён полномочий депутата ВСНП 12-го созыва и освобождён от указанных должностей в ВСНП.
Проведенным Центральной комиссией КПК по проверке дисциплины расследованием было установлено, что Бай Эньпэй злоупотреблял своим служебным положением, действуя в интересах третьих лиц, за что получал взятки в особо крупном размере. Он был исключён из партии и уволен с госслужбы.
В 2016 году за взяточничество он приговорён к смертной казни с отсрочкой, и после двух лет отсрочки он будет пожизненно заключён в тюрьме, не имея возможности сокращения срока наказания и условно-досрочного освобождения.
Причислялся к фракции Цзян Цзэминя.